# Fanny Midgley
Fanny Midgley (nacida como Fanny B. Frier; 26 de noviembre de 1879 - 4 de enero de 1932) fue una actriz de cine estadounidense que trabajó durante los primeros años de Hollywood, principalmente en películas mudas.

## Biografía
Midgley nació como Fanny B. Frier en Cincinnati, Ohio. A los 15 años, empezó a trabajar en obras teatrales y trabajó durante 20 años antes de que empezara a trabajar en la industria cinematográfica en 1914. Su trabajo en el teatro incluye su interpretación como Mopsa en la producción de Broadway The Free Lance (1906).
Su primera aparición en un largometraje fue en Shorty Escapes Marriage (1914). En 1914, hizo apariciones en 27 películas, incluida The Sheriff of Bisbee, donde apareció juntó con la actriz Mildred Harris, con quién se casó con Charles Chaplin en 1918. Desde 1915 hasta 1919, hizo apariciones en 32 películas, principalmente en papeles secundarios. Su última aparición cinematográfica durante la década de 1910 fue en The Lottery Man (1919), en la que apareció juntó con Wanda Hawley y Wallace Reid.
Durante la década de 1920, su carrera comenzó a disminuir, apareciendo en 22 películas entre 1920 y 1926, siendo su papel cinematográfico más importante durante la década de 1920 la película de 1922 The Young Rajah protagonizada por Rodolfo Valentino. Su carrera se detuvo casi completo en comparación a sus apariciones en años anteriores, haciendo cinco apariciones entre 1927 y 1929, incluyendo una aparición en The Cowboy Cavalier (1928), protagonizada por Buddy Roosevelt.
Midgley logró algo de popularidad tras la llegara de la era sonora y apareció en la película The Poor Millionaire (1930), protagonizada por Richard Talmadge y Constance Howard. En 1931 apareció en An American Tragedy, protagonizada por Sylvia Sidney y Phillips Holmes.
Midgley murió en Hollywood, California, el 4 de enero de 1932 a los 52 años.

## Filmografía
- The Immortal Alamo (1911)
- The Italian (1915)
- Somewhere in France (1916)
- The Apostle of Vengeance (1916)
- Blood Will Tell (1917)
- Madam Who? (1918)
- Wolves of the Rail (1918)
- How Could You, Jean? (1918)
- Cheating the Public (1918)
- The Goat (1918)
- The Corsican Brothers (1920)
- Always Audacious (1920)
- All Soul's Eve (1921)
- Patsy (1921)
- Don't Call Me Little Girl (1921)
- First Love (1921)
- The Young Rajah (1922)
- When Love Comes (1922)
- Stephen Steps Out (1923)
- Greed (1924)
- Some Pun'kins (1925)
- Three of a Kind (1925)
- The Dangerous Dub (1926)
- The Fighting Cheat (1926)
- Ace of Action (1926)
- Hair-Trigger Baxter (1926)
- The Harvester (1927)
- The Flyin' Buckaroo (1928)
- The Cowboy Cavalier (1928)
- An American Tragedy (1931)